# Rachid Taha
Rachid Taha (ur. 18 września 1958 w Sik, niedaleko Oranu, zm. 12 września 2018 w Paryżu) – francusko-algierski muzyk. W twórczości inspirował się wieloma gatunkami muzycznymi, takimi jak raï, chaâbi, techno, rock and roll i punk.

## Życiorys
Syn Kabyla z Sidi Aich, jego matka pochodzi z plemienia Rouargha (Mascara). W 1968 wraz z rodziną przybył do Alzacji. Przez pewien czas mieszkał w Lépanges-sur-Vologne, a następnie w Lyonie, gdzie w 1981 zawarł znajomość z gitarzystą Mohammedem Amini i basistą Moktarem Amini. W 1983 utworzyli razem grupę Carte de séjour opowiadającą się za integracją i tolerancją wobec imigrantów. W 1984 wydali pierwszy album zatytułowany Rhoromanie.
W 1986 ściągnął na siebie uwagę mediów swoją ironiczną interpretacją sentymentalnej piosenki Charles’a Treneta Douce France (Słodka Francjo, kraju mojego dzieciństwa...). Została ona rozdana deputowanym Zgromadzenia Narodowego, rozpętując debatę o Francji jako ojczyźnie licznej populacji dzieci imigrantów.
W 1998 wydał album Dîwan. Składają się na niego utwory chaâbi takich wykonawców jak Dahmanr El Harrachi, Hadj El Anka, Farid El Atrache i Nass El Ghiwane.
W 2004 wydał swój najpełniejszy i najbardziej kreatywny album Tékitoi (A ty, kto jesteś?), który otrzymał dobre recenzje krytyki w Stanach Zjednoczonych.
Zmarł podczas snu na zawał serca, 6 dni przed swoimi 60. urodzinami.

## Dyskografia
- 1983 Carte de Séjour
- 1984 Rhoromanie
- 1986 Deux et demi
- 1991 Barbès
- 1993 Rachid Taha
- 1995 Olé Olé
- 1997 Carte Blanche
- 1998 Dîwan
- 1999 1, 2, 3 Soleils – album live wraz z Khaledem i Faudelem. (Ya Rayah)
- 2000 Made in Medina
- 2001 Rachid Taha Live – live album
- 2004 Tékitoi
- 2006 Dîwan 2
- 2007 The Definitive Collection
- 2013 Zoom